# Wilhelm Abb
Wilhelm Abb (* 22. August 1915 in Aschaffenburg; † 18. Dezember 2010 in München) war ein deutscher Geodät und bayerischer Verwaltungsbeamter.

## Leben
Abb besuchte das Humanistische Gymnasium in Aschaffenburg und studierte zwischen 1935 und 1939 in München an der Technischen Hochschule München bei Martin Näbauer Vermessungswesen und Kulturtechnik. Am 24. Mai 1937 beantragte er die Aufnahme in die NSDAP und wurde rückwirkend zum 1. Mai desselben Jahres aufgenommen (Mitgliedsnummer 4.589.066). Nach dem  Kriegsdienst bei der Luftwaffe legte er 1948 die Große Staatsprüfung für den höheren vermessungstechnischen Verwaltungsdienst und für den höheren Flurbereinigungsdienst in Bayern ab und promovierte 1956 bei Max Kneißl. 1965 übernahm er die Leitung der Bayerischen Flurbereinigungsverwaltung. 1978 war er Vorsitzender der Bund-Länder-Arbeitsgemeinschaft Flurbereinigung (ArgeFlurb). Er wurde 1970 als ordentliches Mitglied in die Deutsche Geodätische Kommission (DGK) in der Bayerischen Akademie der Wissenschaften berufen. Auf seine Anregung hin wurde 1979 innerhalb der DGK der Arbeitskreis „Ländliche Neuordnung“ gegründet und er mit dem Vorsitz betraut. Im Jahr 1979 wurde er Amtschef und Ministerialdirektor im Bayerischen Staatsministerium für Ernährung, Landwirtschaft und Forsten. Zu Abbs Verdiensten gehören u. a. der frühe EDV-Einsatz sowie die thematische und personelle Erweiterung der Bayerischen Flurbereinigungsverwaltung.
Abb war Mitglied im Vorstandsrat des Deutschen Vereins für Vermessungswesen (DVW), im Bei- und Aufsichtsrat der „Gesellschaft für Landeskultur“, im „Vier-Länder-Freundeskreis“, Präsident der „Deutschen Akademie Ländlicher Raum“ und der erste Vorsitzende der ArgeFlurb (heutige ArgeLandentwicklung). Er war Herausgeber des „Bayerischen Landwirtschaftlichen Jahrbuchs“ und Verfasser von mehr als 80 wissenschaftlichen Aufsätzen.
Er wurde auf dem Ostfriedhof in München beerdigt.

## Ehrungen
- Verdienstkreuz am Bande der Bundesrepublik Deutschland, 20. Oktober 1970.
- Ehrendoktor der Fakultät für Bauingenieur- und Vermessungswesen der Technischen Universität München, 28. Juli 1980.
- Staatsmedaille in Gold des Bayerischen Staatsministeriums für Ernährung, Landwirtschaft und Forsten, 18. Dezember 1980.
- Bayerischer Verdienstorden, 25. Juni 1981
- Ehrenpräsident der Deutschen Akademie der Forschung und Planung im ländlichen Raum, 22. Januar 1986.

## Schriften
- Die Beschleunigung des vermessungstechnischen Verfahrens der Flurbereinigung in Bayern – München, T. H., F. f. Bauw., Diss. v. 23. März 1956. -- Aus: Bayerisches Landwirtschaftliches Jahrbuch, 1956, Sonderheft 3
- Drei Jahre ArgeFlurb, Eine Bilanz – München: Bayer. Staatsministerium f. Ernährung, Landwirtschaft u. Forsten, 1981. -- Schriftenreihe der Arbeitsgemeinschaft Flurbereinigung 7 (mit Holger Magel)